# Андерсон Пак
Брэндон Пак Андерсон (англ. Brandon Paak Anderson; род. 8 февраля 1986, Окснард), известный под псевдонимом Anderson .Paak (Андерсон .Пак), — американский певец, рэпер и музыкальный продюсер из Окснарда, штат Калифорния. Выпустил свой дебютный альбом O.B.E. Vol. 1 в 2012 году под псевдонимом Бризи Лавджой (Breezy Lovejoy). Далее он показал свету Venice в 2014-м уже под текущим моникером. Продолжил Пак в 2016-м альбомом Malibu.
Помимо создания сольной карьеры, Пак является одним из участников NxWorries наряду с Knxwledge.

## Ранние годы
Пак родился в семье афроамериканца и кореянки в Окснарде в 1986 году. Начал продюсировать музыку в своей спальне, будучи подростком. Его первые опыты исполнения заключались в роли ударника. В 2011 году, до становления успешным музыкантом, Пак работал на ферме по выращиванию марихуаны в Санта-Барбаре. Он был уволен без предупреждения, став бездомным вместе со своей женой и малолетним сыном.

## Музыкальная карьера
В 2011 году Пак начал завоёвывать признание в музыкальном мире Лос-Анджелеса и принялся за работу над своим дебютным альбомом. Шафик Хусейн из группы Sa-Ra помог Паку восстановиться финансово после потери работы в Санта-Барбаре, устроив его ассистентом, видеографом, редактором, сценаристом и продюсером. Он закончил O.B.E. Vol.1 и выпустил альбом в середине 2012-го. Пак стал барабанщиком для конкурсантки шоу American Idol Хейли Райнхарт.
27 ноября 2013 года Пак спродюсировал и записал Cover Art — мини-альбом, полностью состоящий из каверов. Пак вдохновлялся «белыми» артистами 1950-х годов, которые достигли коммерческого успеха, переделывая песни, записанные «чёрными» певцами в жанрах блюз и ар-н-би, в то время как оригинальные артисты почти никогда не получали компенсации. Cover Art обернул процесс вспять и трансформировал классику фолка и рока от «белых» музыкантов в смесь соула, джаза, хип-хопа и ар-н-би. Альбом был выпущен инди-лейблами Hellfyre Club и OBE. Также Пак выступил лид-продюсером для альбома Уотски 2014 года выпуска под названием All You Can Do, в котором он поучаствовал ещё и вокально в трёх песнях.
28 октября 2014 года Пак выпускает Venice — его дебютный альбом как Андерсона Пака — на лейблах OBE и Steel Wool. Пак спел шесть песен на альбоме Доктора Дре 2015 года выхода, названном Compton, и две — на The Documentary 2 Гейма. В октябре 2015 года анонсирует, что им был записан материал со Скулбоем Кью и 9th Wonder. 15 января 2016 года Пак выпустил свой второй альбом, который получил название Malibu — и одобрение критиков.
В январе 2016-го Андерсон сообщил, что он был в студии с Flying Lotus. 30 января 2016 года Пак поговорил со Скоттом Саймоном из NPR Weekend Edition Saturday в интервью, озаглавленном «Anderson .Paak: 'The Dot Stands For Detail'» (с англ. — «Андерсон .Пак: „Точка означает детали“»), о своей неспокойной предыстории как ребёнка родителей разных рас, о важности «.» (точки) Paak, о его стажировке у Доктора Дре и о том, как все из этих влияний сказались его музыке. 30 января Пак в «Твиттере» объявил о своём подписании на лейбл Доктора Дре Aftermath Entertainment.
В 2016 году Пак был назван одним из «фрешменов» журналом XXL и появился на обложке соответствующего номера наряду с такими исполнителями, как Lil Dicky, Desiigner, Дейв Ист, Дензел Карри, Lil Yachty, Джи Хербо, Lil Uzi Vert, 21 Savage и Kodak Black.
16 ноября 2018 года выпустил свой третий альбом под названием Oxnard.
12 апреля 2019 года выпустил альбом под названием Ventura.

## Дискография

### Альбомы
| O.B.E. Vol. 1 (как Breezy Lovejoy)                                     | - Выпущен: 26 июня 2012 - Лейбл: Jakarta Records - Формат: Цифровое скачивание                                        | —  | —  | —  |
| Lovejoy (как Breezy Lovejoy)                                           | - Выпущен: 31 октября 2012 - Лейбл: самиздат - Формат: Цифровое скачивание                                            | —  | —  | —  |
| Venice                                                                 | - Выпущен: 28 октября 2014 - Лейбл: Steel Wool, OBE aple iiiEMPIRE - Формат: Цифровое скачивание                      | —  | —  | —  |
| Malibu                                                                 | - Выпущен: 15 января 2016 - Лейбл: Steel Wool, OBE, Art Club, EMPIRE - Формат: Цифровое скачивание                    | 79 | 9  | 92 |
| Yes Lawd! (совместно с Knxwledge — как NxWorries)                      | - Ожидается: 21 октября 2016 - Лейбл: Stones Throw Records - Формат: Цифровое скачивание                              | —  | —  | —  |
| Oxnard                                                                 | - Выпущен: 16 ноября 2018                                                                                             |    |    |    |
| Ventura                                                                | - Выпущен: 12 апреля 2019                                                                                             |    |    |    |
| An Evening with Silk Sonic (совместно с Бруно Марсом — как Silk Sonic) | - Выпущен: 12 ноября 2021 - Лейбл: Atlantic, Aftermath - Формат: CD, LP, цифровая дистрибьюция, потоковое мультимедиа | 2  | —  | 12 |
| Why Lawd? (совместно с Knxwledge — как NxWorries)                      | - Выпущен: 7 июня 2024 - Лейбл: Stones Throw Records - Формат: CD, LP, цифровая дистрибьюция                          | 81 | 26 | —  |

### Мини-альбомы
| Название                                                | Детали                                                                                |
| ------------------------------------------------------- | ------------------------------------------------------------------------------------- |
| Violets Are Blue (как Breezy Lovejoy)                   | - Выпущен: 2010 - Лейбл: - Формат: Цифровое скачивание                                |
| Cover Art                                               | - Выпущен: 4 декабря 2013 - Лейбл: Hellfyre Club - Формат: Цифровое скачивание        |
| The Anderson .Paak EP (совместно с Blended Babies)      | - Выпущен: 28 сентября 2015 - Лейбл: BBMG - Формат: Цифровое скачивание               |
| Link Up & Suede (совместно с Knxwledge — как NxWorries) | - Выпущен: 4 декабря 2015 - Лейбл: Stones Throw Records - Формат: Цифровое скачивание |

### Синглы
| Название                                                                             | Год  | Высшие позиции в чартах | Высшие позиции в чартах | Сертификации | Альбом             |
| Название                                                                             | Год  | US                      | US R&B                  | Сертификации | Альбом             |
| ------------------------------------------------------------------------------------ | ---- | ----------------------- | ----------------------- | ------------ | ------------------ |
| «Whatever at Fike»                                                                   | 2010 | —                       | —                       |              | внеальбомный сингл |
| «Drugs»                                                                              | 2014 | —                       | —                       |              | Venice             |
| «Miss Right»                                                                         | 2014 | —                       | —                       |              | Venice             |
| «Suede» (совместно с Knxwledge — как NxWorries)                                      | 2015 | —                       | —                       |              | Link Up & Suede    |
| «The Season / Carry Me»                                                              | 2015 | —                       | —                       |              | Malibu             |
| «Am I Wrong» (при уч. ScHoolboy Q)                                                   | 2015 | —                       | —                       |              | Malibu             |
| «Link Up» (совместно с Knxwledge — как NxWorries)                                    | 2015 | —                       | —                       |              | Link Up & Suede    |
| «Room in Here» (при уч. The Game)                                                    | 2015 | —                       | —                       |              | Malibu             |
| «Come Down» (при уч. T.I.)                                                           | 2016 | —                       | —                       |              | Malibu             |
| «—» означает, что запись не попала в чарт или не была выпущена на данной территории. |      |                         |                         |              |                    |

- «Don’t Slack» (2020)

### Гостевые появления
| Название                         | Год  | Другие исполнители                 | Альбом                                      |
| -------------------------------- | ---- | ---------------------------------- | ------------------------------------------- |
| «Do Thangs»                      | 2009 | Afro Classics                      | The Classic EP                              |
| «The Follow Through»             | 2009 | Afro Classics                      | The Classic EP                              |
| «Sing My Song»                   | 2010 | Verbs                              | The Progress EP 2: Fuck Yea Man             |
| «Cell Phone»                     | 2011 | Dumbfoundead                       | DFD                                         |
| «Bitch»                          | 2011 | Dumbfoundead                       | DFD                                         |
| «No More Sunny Days»             | 2011 | Dumbfoundead                       | DFD                                         |
| «Body High»                      | 2012 | Dumbfoundead                       | Love Everyday EP                            |
| «Wine»                           | 2012 | Dumbfoundead                       | Take the Stares                             |
| «Fuck It»                        | 2012 | Dumbfoundead                       | Take the Stares                             |
| «Drinking Alone»                 | 2012 | Dumbfoundead                       | Take the Stares                             |
| «Much Better»                    | 2012 | Verbs                              | The Progress EP 3: Manifest Awesome         |
| «Dreaming Out Loud»              | 2012 | Mike B.                            | Dear Michael, You’re Welcome                |
| «Summer Breeze»                  | 2013 | EOM                                | ForAllWeKnow                                |
| «I’m on It»                      | 2013 | EOM                                | ForAllWeKnow                                |
| «AimShootReload»                 | 2013 | EOM                                | ForAllWeKnow                                |
| «Prelection»                     | 2013 | Jose Rios                          | To Live and Grow in LA                      |
| «Sweet Day»                      | 2013 | Jose Rios                          | To Live and Grow in LA                      |
| «Feels Good»                     | 2013 | Wax                                | Continue                                    |
| «Too Much to Ask»                | 2014 | Nocando                            | Jimmy the Burnout                           |
| «Stand for Something»            | 2014 | Watsky                             | All You Can Do                              |
| «Ink Don’t Bleed»                | 2014 | Watsky                             | All You Can Do                              |
| «Hand Over Hand»                 | 2014 | Watsky                             | All You Can Do                              |
| «My Supernova»                   | 2014 | Tiron & Ayomari                    | A Sucker for Pumps: Limited Edition         |
| «It’s Better for You»            | 2014 | Shafiq Husayn                      | н/д                                         |
| «A Day Trip to the Nightosphere» | 2014 | Milo                               | A Toothpaste Suburb                         |
| «Realla»                         | 2014 | Tokimonsta                         | Desiderium                                  |
| «New Days»                       | 2014 | Kush Mody                          | Creature Comforts and a Collection of Songs |
| «Freight Train»                  | 2014 | Kush Mody                          | Creature Comforts and a Collection of Songs |
| «Locked»                         | 2014 | Kush Mody                          | Creature Comforts and a Collection of Songs |
| «Sexy Sadie»                     | 2014 | Kush Mody                          | Creature Comforts and a Collection of Songs |
| «Get Along»                      | 2015 | EOM                                | Sunrain                                     |
| «Green Light»                    | 2015 | Jonwayne                           | Jonwayne Is Retired                         |
| «Til It’s Done»                  | 2015 | DJ Premier, BMB Spacekid           | н/д                                         |
| «Shifty»                         | 2015 | Mike Gao                           | н/д                                         |
| «Own Life»                       | 2015 | Vindata                            | Through Time and Space...                   |
| «Liberation»                     | 2015 | Sir                                | Seven Sundays                               |
| «Cold Crush»                     | 2015 | Jose Rios                          | Jose Rios                                   |
| «All in a Day’s Work»            | 2015 | Dr. Dre, Marsha Ambrosius          | Compton                                     |
| «Issues»                         | 2015 | Dr. Dre, Ice Cube, Dem Jointz      | Compton                                     |
| «Deep Water»                     | 2015 | Dr. Dre, Kendrick Lamar, Justus    | Compton                                     |
| «For the Love of Money»          | 2015 | Dr. Dre, Jon Connor, Jill Scott    | Compton                                     |
| «Animals»                        | 2015 | Dr. Dre                            | Compton                                     |
| «Medicine Man»                   | 2015 | Dr. Dre, Eminem, Candice Pillay    | Compton                                     |
| «Magnus Carlsen»                 | 2015 | The Game                           | The Documentary 2.5                         |
| «Crenshaw / 80s and Cocaine»     | 2015 | The Game, Sonyae Elise             | The Documentary 2.5                         |
| «The Strip»                      | 2015 | MED, Blu, Madlib                   | Bad Neighbor                                |
| «Bloomingdales»                  | 2015 | White Boiz                         | Neighborhood Wonderful                      |
| «Worlds to Run»                  | 2015 | Busdriver                          | Thumbs                                      |
| «Unique»                         | 2015 | GoldLink                           | And After That, We Didn’t Talk              |
| «Put It Down»                    | 2015 | Tokimonsta                         | Fovere                                      |
| «Found in You»                   | 2015 | Tokimonsta                         | н/д                                         |
| «Put My Hands on You»            | 2015 | Dean                               | н/д                                         |
| «Church» (West Coast Remix)      | 2015 | BJ the Chicago Kid                 | н/д                                         |
| «Dance Off»                      | 2016 | Macklemore, Ryan Lewis, Idris Elba | This Unruly Mess I’ve Made                  |
| «IT G MA Remix (josh pan Opus)»  | 2016 | Keith Ape                          | н/д                                         |
| «Dapper»                         | 2016 | Domo Genesis                       | Genesis                                     |
| «Glowed Up»                      | 2016 | Kaytranada                         | 99.9%                                       |
| «Money on Me»                    | 2016 | Snakehips                          | Money on Me                                 |
| «Blank Face»                     | 2016 | ScHoolboy Q                        | Blank Face LP                               |
| «No Slaves»                      | 2016 | Knox Brown                         | Searching                                   |
| «Responsibilities»               | 2016 | Thane, BJ the Chicago Kid          | Topia                                       |
| «Dang!»                          | 2016 | Mac Miller                         | The Divine Feminine                         |

## Награды
Четырёхкратный победитель премии «Грэмми» (в 2019, дважды в 2020 и в 2021 годах). На прошедшей 14 марта 2021 года 63-й ежегодной церемонии вручения наград «Грэмми» «Everything I Wanted» одержал победу в категории «Премия «Грэмми» за лучшее исполнение мелодичного рэпа».